# Corrado Roi

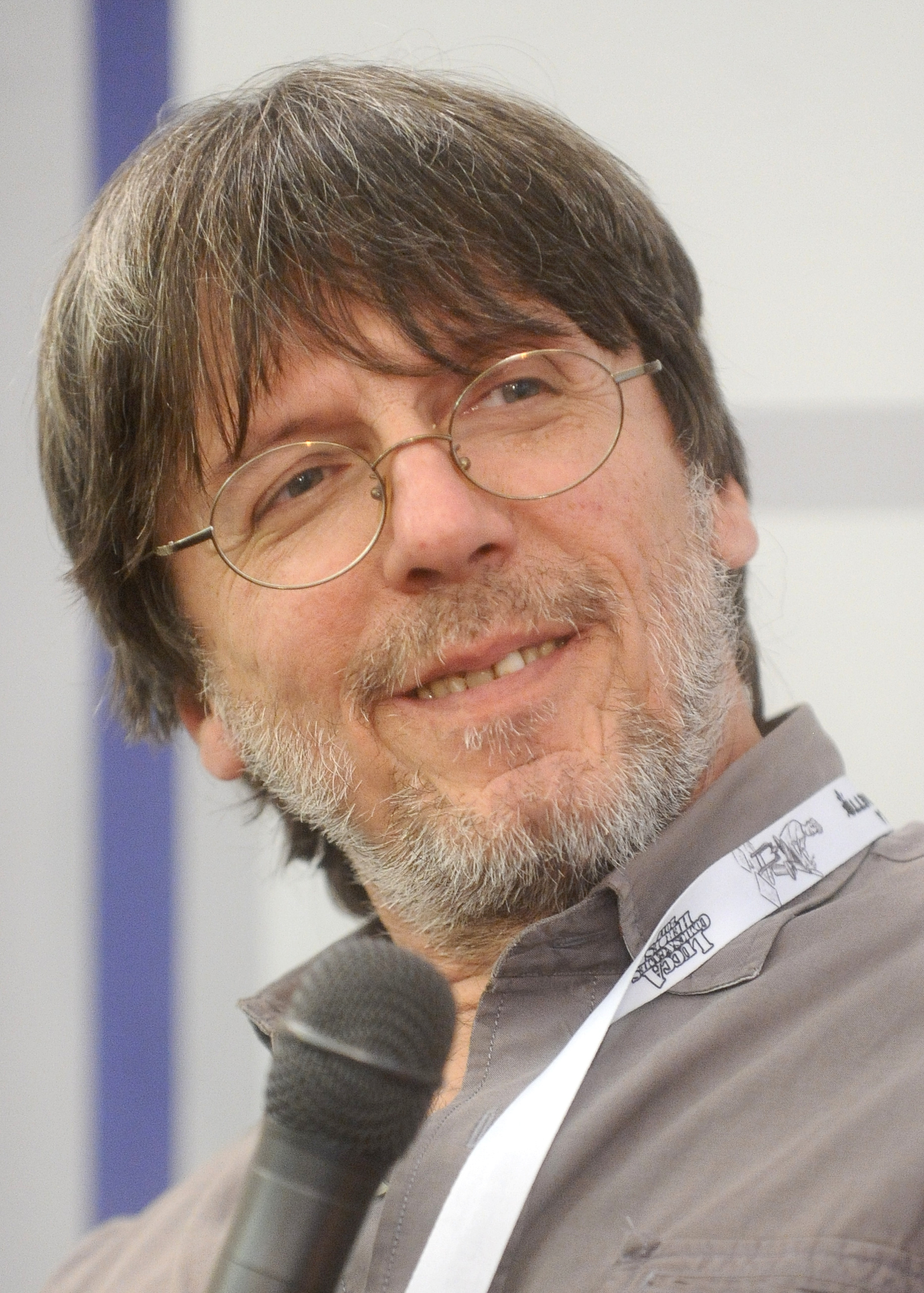
Corrado Roi

Corrado Roi (Laveno-Mombello, 11 febbraio 1958) è un fumettista e illustratore italiano.

## Biografia
Inizia l'attività di disegnatore a sedici anni presso lo StudiOriga, per la quale realizza graficamente - oltre che alcuni pocket - il personaggio fantascientifico Rick Zero, creato da Graziano Origa e pubblicato sul settimanale Adamo edito dalla Editoriale Corno.
Dopo aver collaborato anche con Editrice If e con Il Monello, a metà degli anni ottanta debutta sulle pagine delle testate della Bonelli, prima con Mister No e Martin Mystère, per poi passare ad illustrare le tavole di Dylan Dog, del quale diviene uno degli autori più apprezzati, tanto da essergli assegnato il compito di realizzare le copertine per la Granderistampa.
Nel 1993 realizza, con ad altri disegnatori, I volti segreti di Tex, pubblicato da Edizioni d'Arte Lo Scarabeo.
È stato copertinista ufficiale e disegnatore fino al 2005 anche per Brendon, un altro personaggio di Sergio Bonelli Editore (posto preso poi da Massimo Rotundo). Ha lavorato anche per Julia, Magico Vento e Dampyr.
Contemporaneamente alla proficua collaborazione con la Bonelli, Roi è stato impegnato anche con altre case editrici, tra le quali Comic Art e Arnoldo Mondadori Editore.
Nel 2014 tiene a battesimo una nuova collana collaterale di Nathan Never (Le Grandi storie di Nathan Never) illustrando, in coppia con Davide Rigamonti, l'episodio I giorni della maschera. Nel giugno dello stesso anno esce anche un Texone (L'orda del tramonto), su sceneggiatura di Pasquale Ruju, che rappresenta il suo primo incontro con il personaggio più celebre della Bonelli, Tex.
A marzo 2016, presso il Cartoomix, viene presentato Ut, mini-serie ideata da Roi.
Dal 2005 al 2010  ha ricoperto la carica di Assessore al turismo ed al tempo libero, nel comune di nascita, dove tuttora vive.

## Pubblicazioni
- Paola Barbato (testi), Corrado Roi (disegni); Le vie della fame, in Ut n. 1, Sergio Bonelli Editore, aprile 2016.
- Paola Barbato (testi), Corrado Roi (disegni); Le vie dei mestieri, in Ut n. 2, Sergio Bonelli Editore, maggio 2016.
- Paola Barbato (testi), Corrado Roi (disegni); Le vie dei pensieri, in Ut n. 3, Sergio Bonelli Editore, giugno 2016.
- Paola Barbato (testi), Corrado Roi (disegni); Gli uomini se ne vanno, gli arrabbiati restano, in Ut n. 4, Sergio Bonelli Editore, luglio 2016.